# Bloomberg Businessweek
Bloomberg Businessweek, conhecida até 2010 como BusinessWeek, é uma revista sobre negócios norte-americana publicada pela McGraw-Hill. Sua primeira publicação deu-se em 1929 (com o título The Business Week); à época, o presidente da McGraw-Hill era Malcolm Muir. A revista ficou conhecida pela publicação anual, desde 1988, do ranking das instituições norte-americanas com programas de MBA. Mais recentemente, passou a publicar rankings de cursos de graduação em Administração.
Em 2009, a revista foi comprada pela Bloomberg L.P. por menos de cinco milhões de dólares. Ela foi vendida por estar mal no mercado desde 2008.